# Pangwaun
Pangwaun är en kommun i Myanmar.   Den ligger i regionen Shanstaten, i den nordöstra delen av landet, 500 km nordost om huvudstaden Naypyidaw.